# Parommidion inauditum
Parommidion inauditum är en skalbaggsart som beskrevs av Dilma Solange Napp och Martins 1984. Parommidion inauditum ingår i släktet Parommidion och familjen långhorningar. Inga underarter finns listade i Catalogue of Life.